# You All Look the Same to Me
You All Look the Same to Me è il terzo album degli Archive, pubblicato nel 2002 dalla Universal Records.
È il primo album registrato con il cantautore irlandese Craig Walker, che collaborerà con il gruppo in altri due album, e con la cantante italiana Maria Quintile (più conosciuta come Maria Q), storica collaboratrice e amica del gruppo, che ritornerà poi nel 2006 per rimanere stabilmente nel collettivo.

## Tracce
1. Again – 16:21 (testo: Walker – musica: Keeler, Walker, Griffiths)
2. Numb – 5:48 (testo: Walker, Keeler – musica: Keeler, Griffiths)
3. Meon – 5:45 (Keeler)
4. Goodbye – 5:40 (Keeler)
5. Now and Then – 1:24 (Griffiths)
6. Seamless – 1:45 (Keeler, Griffiths)
7. Finding It So Hard – 15:35 (Keeler)
8. Fool – 8:31 (Keeler)
9. Hate – 3:45 (testo: Walker, Griffiths – musica: Griffiths, Keeler)
10. Need – 2:27 (Walker)

## Formazione
- Darius Keeler – tastiere, sintetizzatori, organo hammond, piano elettrico, programmazione, arrangiamenti
- Danny Griffiths – tastiere, effetti sonori, programmazione, arrangiamenti
- Craig Walker – voce, chitarra ritmica

### Membri Aggiuntivi
- Maria Q - voce
- Steve Harris – chitarra, voce
- Steve "Smiley" Barnard – batteria, percussioni
- Lee Pomeroy – basso elettrico
- Alan Glen - armonica a bocca
- Tom Brazelle - armonica a bocca
- Annelise Truss - violino, viola